# Стрижень (механіка)

Приклад стрижня, навантаженого осьовим зусиллям

Стри́жень, також стержень — об'єкт (тіло), довжина якого значно перевищує його інші розміри. Під терміном «значно» йдеться про «у 10 і більше разів».
В опорі матеріалів застосування того чи іншого розрахункового методу залежить від моделі тіла, котра визначається співвідношенням характерних розмірів. З огляду на класифікацію тіл за геометричною ознакою стрижень є найпростішою формою тіла і найчастіше розглядається опором матеріалів як об'єкт дослідження. В основу даної геометричної класифікації покладено співвідношення розмірів, а не абсолютне їх значення, тому до стрижнів відносять і багатометрові колони будівель, окремі елементи фермових конструкцій і швейну голку.
Основними геометричними характеристиками стрижня, необхідними для розрахунків є його вісь і поперечний переріз. Здебільшого вважається, що стрижень, як конструкційний елемент, працює лише на розтягування-стиснення. За появи поперечних сил, згинальних або (та) крутильних моментів такий елемент називають балкою або валом.
В будівельній механіці розглядають стрижневі системи — геометрично незмінювані несучі конструкції (рама, ферма тощо), складені з прямих або криволінійних стрижнів, з'єднаних між собою у вузли жорсткими, шарнірними або мішаними в'язями.